# Inundaciones de Missoula

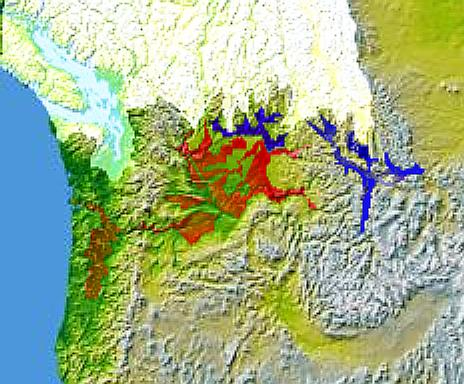
El lago glacial Columbia (oeste) y el lago glacial Missoula (este) se muestran al sur de la capa de hielo de la Cordillera. Las áreas inundadas por las inundaciones de Columbia y Missoula se muestran en rojo.

Las inundaciones de Missoula, también conocidas como las inundaciones de Spokane o inundaciones de Bretz, fueron unas inundaciones cataclísmicas provocadas por el estallido de un lago glaciar que barrieron periódicamente el este de Washington y la garganta del río Columbia al final de la última edad de hielo. Estas inundaciones fueron el resultado de roturas periódicas y repentinas de casquetes de hielo polares que cubrían Canadá hasta el norte de Washington a nivel del río Clark Fork y que creó el lago glacial Missoula. Después de cada ruptura de la presa de hielo, las aguas del lago se precipitarían por el río Clark Fork y el río Columbia, inundando poderosamente gran parte del este de Washington y del valle de Willamette, en el oeste de Oregón. Una vez que el lago se habría vaciado, el hielo se formaría una vez más, creando nuevamente el mismo lago glacial Missoula.
Las susodichas inundaciones se han investigado desde la década de 1920. Durante la última desglaciación que siguió al final del Último Máximo Glacial, los geólogos estiman que un ciclo de inundación y reforma del lago duró un promedio de 55 años y que las inundaciones ocurrieron varias veces durante el período de 2000 años hace entre 15 000 y 13 000 años. Se han encontrado evidencias de al menos veinticinco inundaciones masivas, la mayor descarga alrededor de 10 km³/h (2,7 hm³/s): 13 veces el caudal del río Amazonas). Otras estimaciones de la tasa del caudal máximo de la mayor inundación son de 17 km³/h y varían hasta un máximo de 60 km³/h. La velocidad máxima del caudal se acercó a 36 metros por segundo (129,6 km/h).
Una investigación detallada de los depósitos glaciofluviales de las inundaciones de Missoula dentro de la cuenca del río Columbia, conocida informalmente como la formación Hanford, ha documentado la presencia de depósitos de inundación de Missoula del Pleistoceno medio y temprano dentro de los canales de Othello, la garganta del río Columbia, los llamados Scablands, la cuenca Quincy, la cuenca Pasco y el valle del Walla Walla. Basándose en la presencia de múltiples calcretas interglaciales intercaladas con depósitos de inundación, en la magnetoestratigrafía, en la datación por luminiscencia estimulada ópticamente y en los diques clásticos truncados por discordancias, se ha estimado que la más antigua de las inundaciones del Pleistoceno Missoula ocurrió antes de hace 1,5 millones de años. Debido a la naturaleza fragmentaria de los depósitos glaciofluviales más antiguos, que han sido eliminados en gran parte por las inundaciones posteriores de Missoula, dentro de la formación Hanford, el número exacto de inundaciones de Missoula más antiguas, que se conocen como inundaciones cataclísmicas antiguas, que ocurrieron durante el Pleistoceno no puede estimarse con confianza.

## Hipótesis de inundación

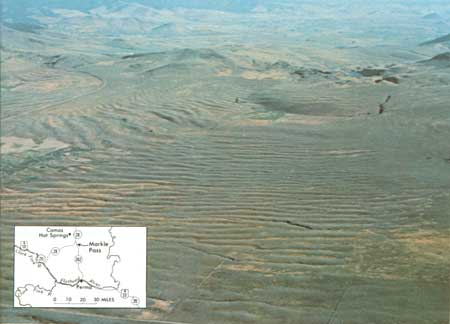
Los Channeled Scablands, en Washington oriental

El geólogo J. Harlen Bretz reconoció por primera vez la evidencia de las catastróficas inundaciones, a las que llamó inundaciones de Spokane, en los años 1920. Bretz estaba investigando los Scablands canalizados en el este de Washington, la garganta del río Columbia y el valle de Willamette de Oregón. Durante los siguientes siete años, Bretz realizó una investigación de campo en la meseta del Columbia. Había estado interesado en características de erosión inusuales en el área desde 1910 después de ver un mapa topográfico entonces recientemente publicado de la catarata Dry Falls. Bretz acuñó el término «Scablands canalizados» en 1923 para referirse al área cercana a la Grand Coulee, donde la erosión masiva había atravesado los depósitos de basalto. Bretz publicó un artículo en 1923, argumentando que los Scablands canalizados en el este de Washington fueron causados por inundaciones masivas en el pasado distante.
Según el punto de vista de Bretz, que fue visto como un argumento a favor de una explicación catastrófica de la geología, chocó con el punto de vista predominante del uniformismo, y los puntos de vista de Bretz fueron inicialmente ignorados. La Sociedad Geológica de Washington, D.C, invitó al joven Bretz a presentar su investigación previamente publicada en una reunión del 12 de enero de 1927, en la que varios geólogos presentaron teorías opuestas. Otro de los geólogo asistentes, J.T. Pardee, había trabajado con Bretz y tenía pruebas de un antiguo lago glacial que daba crédito a las teorías de Bretz. Bretz defendió sus teorías y comenzó un enconado debate de 40 años sobre el origen de los Scabland. Tanto Pardee como Bretz continuaron sus investigaciones durante los siguientes 30 años, recogiendo y analizando evidencias que los llevó a identificar el lago Missoula como la fuente de la inundación de Spokane y creador de los scablands canalizados.
Después de que Pardee estudiase el cañón del río Flathead, estimó que se necesitarían aguas de inundación superiores a 72 km/h para hacer rodar las rocas más grandes movidas por la inundación. Estimó que el caudal de agua era de 625 227 273 m3/min, más que el flujo combinado de todos los ríos del mundo.  Estimaciones más recientes sitúan el caudal en diez veces el caudal de todos los ríos actuales combinados. Las inundaciones de Missoula también se conocen como inundaciones de Bretz en honor a Bretz.

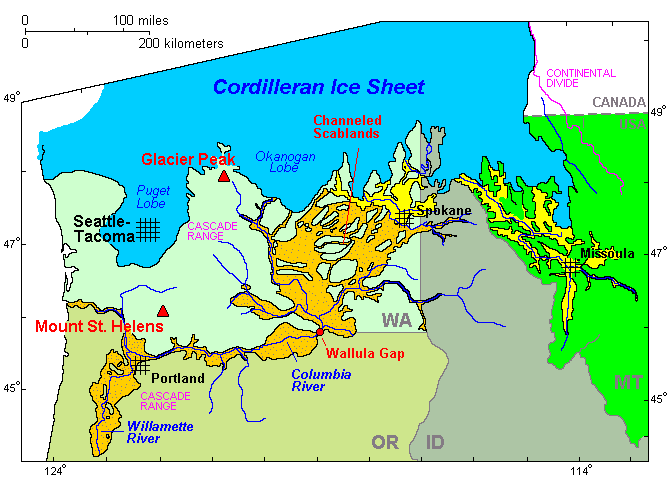
Capa de hielo cordillerana
Extensión máxima del lago glacial Missoula (este) y del lago glacial Columbia (oeste)
áreas barridas por las inundaciones de Missoula y Columbia

A medida que aumentó la profundidad del agua en el lago Missoula, la presión en el fondo de la presa de hielo aumentó lo suficiente como para reducir el punto de congelación del agua por debajo de la temperatura del hielo que formaba el dique. Esto permitió que el agua líquida se filtrara en las minúsculas grietas presentes en la presa de hielo. Durante un período de tiempo, la fricción del agua que fluye a través de estas grietas generó suficiente calor para derretir las paredes de hielo y agrandar las grietas. Esto permitió que fluyera más agua a través de las grietas, generando más calor, permitiendo que aún más agua fluyera a través de las grietas. Este ciclo de retroalimentación eventualmente debilitó tanto al dique de hielo que ya no pudo soportar la presión del agua detrás de ella, y falló catastróficamente. Este proceso se conoce como inundación por desborde violento de lago glaciar y hay evidencia de que muchos de estos eventos ocurrieron en el pasado distante.

## Eventos de inundación
Cuando el agua emergió del desfiladero del río Columbia, retrocedió nuevamente en los estrechos de 1,6 km (1 mi) de ancho cerca de Kalama, Washington. Algunos lagos temporales se elevaron a una altura de más de 120 m (390 pies) inundando el valle de Willamette hasta Eugene, Oregón y más allá. Los glaciares erráticos de iceberg y las características de erosión son evidencia de estos acontecimientos. Los sedimentos del fondo del lago depositados por las inundaciones han contribuido a la riqueza agrícola de los valles de Willamette y Columbia. Los depósitos glaciares cubiertos con siglos de sedimentos arrastrados por el viento (loess) en dirección del flujo, han dispersado dunas empinadas con pendiente sur a lo largo del Valle de Columbia, condiciones ideales para el desarrollo de huertos y viñedos en latitudes más altas.
Después del análisis y la controversia, los geólogos ahora creen que hubo 40 o más inundaciones separadas, aunque todavía se está debatiendo la fuente exacta del agua. Se estima que el flujo máximo de las inundaciones fue de 40 a 60 kilómetros cúbicos por hora (equivalente a 9,5 a 15 millas cúbicas por hora). La velocidad de flujo máxima se acercó 36 metros/segundo (130 kilómetros por hora (80,8 mph)). Cada inundación liberaba hasta 1,9 × 1019 julios de energía potencial ((el equivalente de 4500 megatones de TNT). En comparación, esto es 90 veces más poderoso que el arma nuclear más poderosa jamás detonada, la "Bomba Tsar" de 50 megatones. El efecto acumulativo de las inundaciones fue excavar 210 kilómetros cúbicos (50 millas cúbicas) de loess, sedimentos y basalto de los Scablands canalizados del este de Washington y transportarlos río abajo.

### Hipótesis de inundaciones múltiples

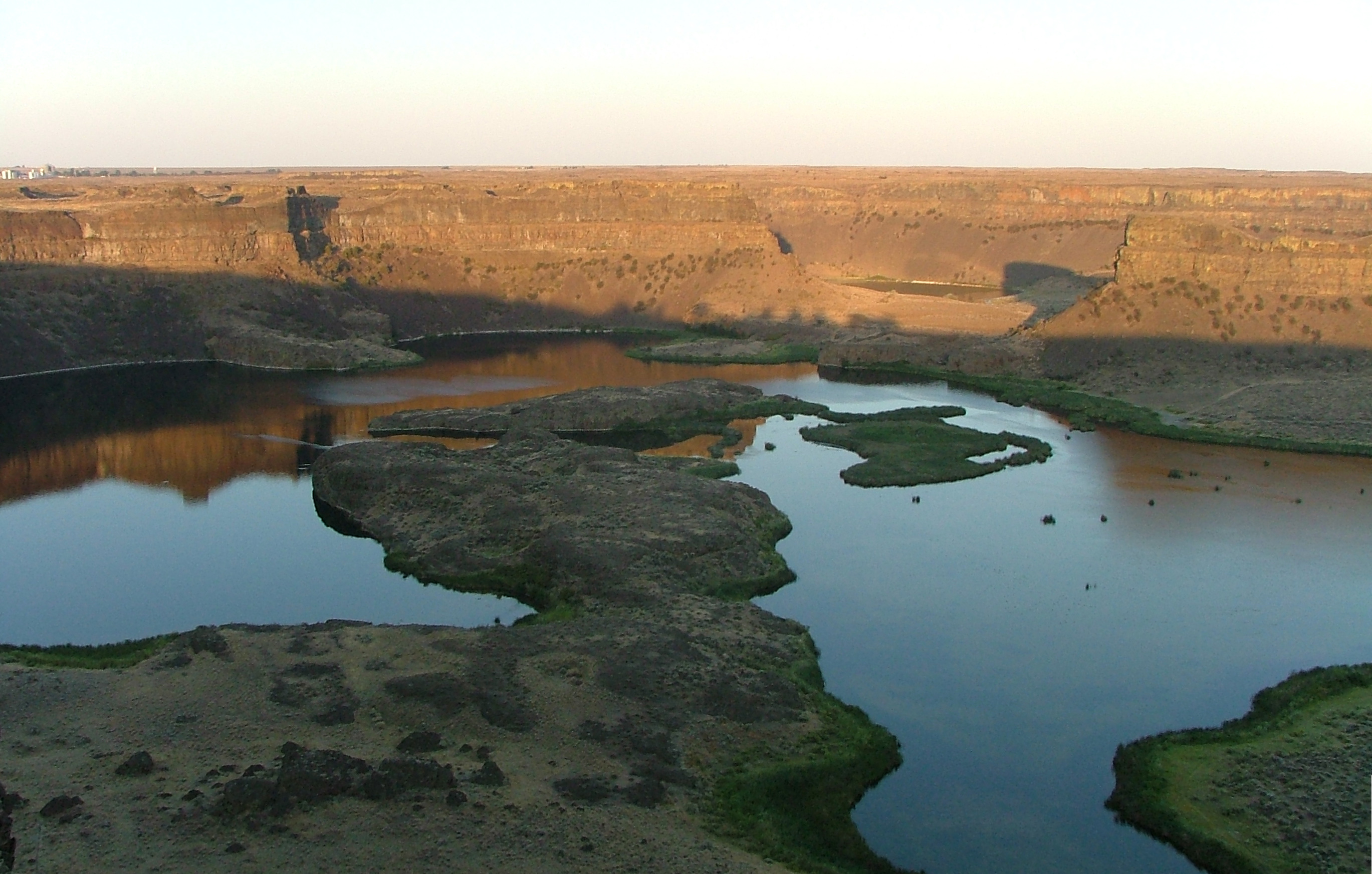
Durante las inundaciones de la edad de hielo, Dry Falls se encontraba a menos de de agua y se acercaba a una velocidad de.

La hipótesis de las inundaciones múltiples fue propuesta por primera vez por R.B. Waitt, Jr. en 1980. Waitt argumentó a favor de una secuencia de 40 o más inundaciones. La propuesta de Waitt se basó principalmente en el análisis de los depósitos del fondo del lago glacial en Ninemile Creek y de los depósitos de inundación en el cañón Burlingame. Su argumento más convincente para las inundaciones separadas fue que encontró que los depósitos de las formaciones de Touchet de dos inundaciones sucesivas estaban separados por dos capas de cenizas volcánicas (tefra), separadas las cenizas por una fina capa de depósitos de polvo arrastrados por el viento, ubicados en una capa delgada entre capas de sedimentos diez ritmitas por debajo de la parte superior de los formación de Touchet. Las dos capas de ceniza volcánica están separadas por 1 a 10 centímetros de limo no volcánico por aire. La tefra es la ceniza del monte Santa Helena que cayó en el este de Washington. Por analogía, dado que había 40 capas con características comparables en el cañón Burlingame, Waitt argumentó que se podría considerar que todas tenían una separación similar para el tiempo de su deposición.

### Controversia sobre el número y procedencia de las inundaciones
Hasta 1999 continuó la controversia sobre si los accidentes geográficos de Channeled Scabland se formaron principalmente por múltiples inundaciones periódicas, o por una única inundación cataclísmica a gran escala del lago glacial Missoula del Pleistoceno tardío o de una fuente canadiense no identificada. El equipo de geólogos de John Shaw de la Universidad de Alberta, revisó las secuencias sedimentarias de las formaciones de Touchet y concluyó que las secuencias no implicaban automáticamente múltiples inundaciones separadas por décadas o siglos. Más bien, propusieron que la sedimentación en la cuenca del lago glacial Missoula era el resultado de roturas conocidas con el nombre de Jökulhlaups, que drenarian el lago Missoula desde Columbia Británica hacia el norte. Además, el equipo de Shaw propuso que la inundación de la costra podría haberse originado parcialmente en un enorme embalse subglacial que se extendería por gran parte del centro de la Columbia Británica, en particular, incluida la trinchera de las Montañas Rocosas, que podría haberse descargado por varios caminos, incluido uno a través del lago Missoula. Esa descarga, si ocurriera al mismo tiempo que la ruptura de la presa de hielo del lago Missoula, habría proporcionado volúmenes de agua significativamente mayores. Además, Shaw y su equipo propusieron que los lechos rítmicos de Touchet serín el resultado de múltiples pulsos, o oleadas, dentro de una única inundación mayor.
.

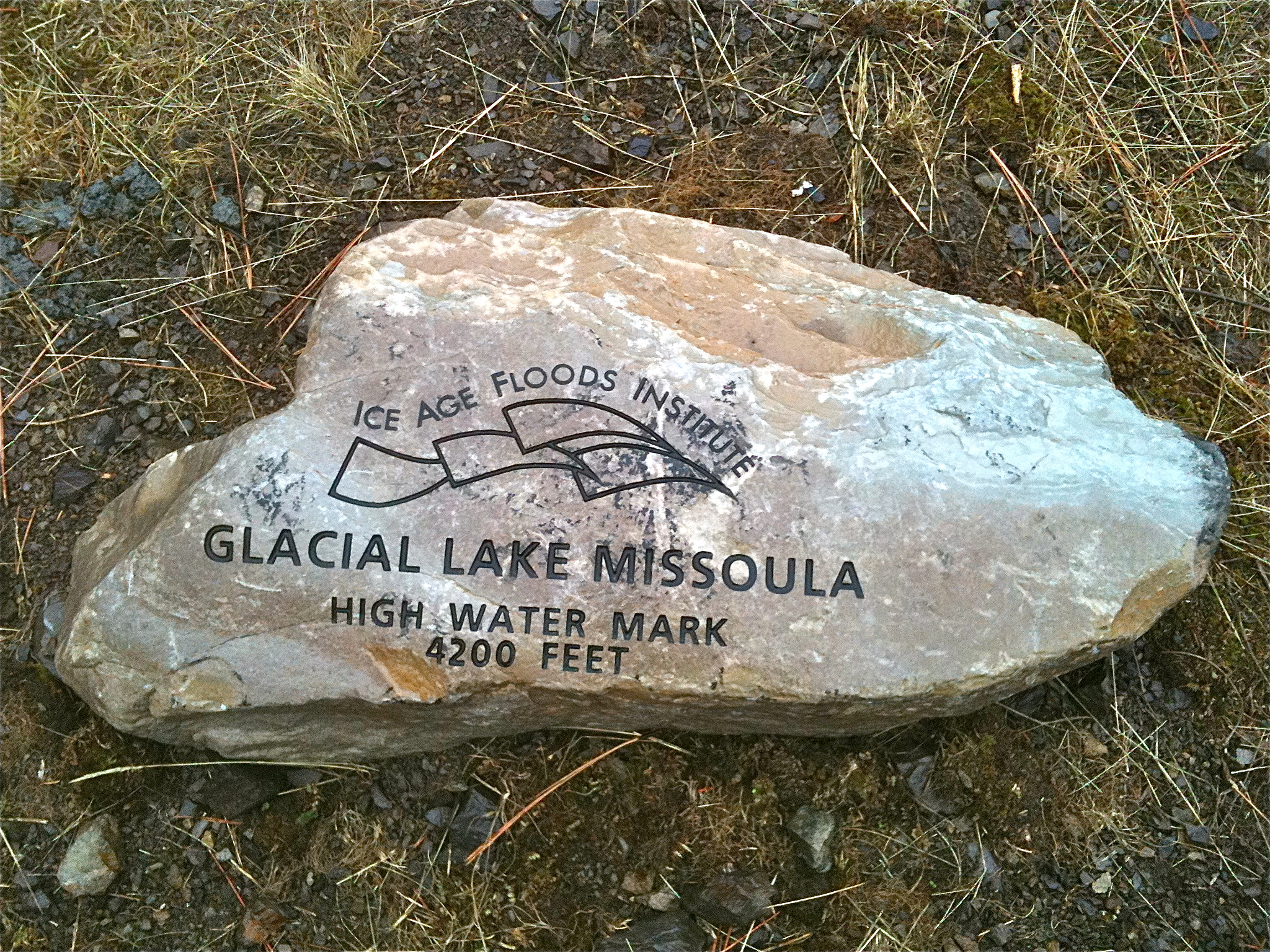
Piedra que marca la cota más alta alcanzada por el agua en el lago glacial Missoula, 4,200 pies (1,280 m), cerca de Missoula, Montana

En 2000, un equipo dirigido por Goro Komatsu simuló las inundaciones numéricamente con un modelo hidráulico tridimensional. Basaron la tasa de descarga del lago glacial Missoula en la tasa pronosticada para Spokane Valley-Rathdrum Prairie inmediatamente aguas abajo del lago glacial Missoula, para la cual varias estimaciones previas habían colocado la descarga máxima de 17×106 m³/s y la cantidad total de agua descargada igual al volumen máximo estimado del lago Missoula (2184 km³). Sin tener en cuenta los efectos de la erosión, su flujo de agua simulado se basó en la topografía moderna. Sus principales hallazgos fueron que la profundidad calculada del agua en cada lugar inundado, excepto en el valle de Spokane y la pradera de Rathdrum, era menos profunda de lo que mostraban las pruebas de campo. Por ejemplo, su profundidad de agua calculada en la zona de transición de la cuenca Pasco-Brecha del Wallula era de aproximadamente 190 m, significativamente menor que la profundidad de inundación de 280 a 300 m indicada por las marcas de agua alta. Llegaron a la conclusión de que una inundación de ~106 m³/s no podría haber dejado las altas marcas de inundación observadas sugiriendo que la inundación era de una cantidad mayor de la sugerida en el pasado.
En un comentario sobre el análisis de Komatsu, el equipo de Atwater observó que existían evidencias sustanciales de múltiples inundaciones grandes, incluida la evidencia de grietas de lodo y madrigueras de animales en capas inferiores que fueron llenas de sedimentos de inundaciones posteriores. Además, se han encontrado pruebas de múltiples flujos de inundaciones por los brazos laterales del lago glacial Columbia repartidos a lo largo de muchos siglos. También señalaron que el punto de descarga del lago Columbia varió con el tiempo, originalmente fluyendo a través de la meseta de Waterville hacia Moses Coulee, pero más tarde, cuando el lóbulo de Okanagon bloqueó esa ruta, erosionando el Grand Coulee para descargar allí como una salida sustancialmente más baja. El análisis de Komatsu no evalúa el impacto de la considerable erosión observada en esta cuenca durante la inundación o las inundaciones, aunque la suposición de que la hidráulica de la inundación se puede modelar utilizando la topografía moderna es un área que merece mayor consideración. Se esperaría que las constricciones más estrechas anteriores en lugares como la brecha de Wallula y a través de la garganta del Columbia produzcan una mayor resistencia al flujo y, en consecuencia, inundaciones más altas.

### El entendido actual
La datación de la separación de capas propuesta por Waitt en inundaciones secuenciales ha sido respaldada por estudios de paleomagnetismo posteriores, que respaldan un intervalo de 30 a 40 años entre las deposiciones de cenizas del monte Santa Helena y, por lo tanto, los eventos de inundación, pero no excluyen un máximo de un intervalo de 60 años. Los depósitos costa afuera en el lecho del Pacífico en la desembocadura del río Columbia incluyen 120 metros de material depositado durante un período de varios miles de años que corresponden al período de múltiples inundaciones de costra observadas en las formaciones de Touchet.  Basado en la identificación de Waitt de 40 inundaciones, ello daría una separación promedio entre inundaciones de 50 años.